# 사키시마 제도

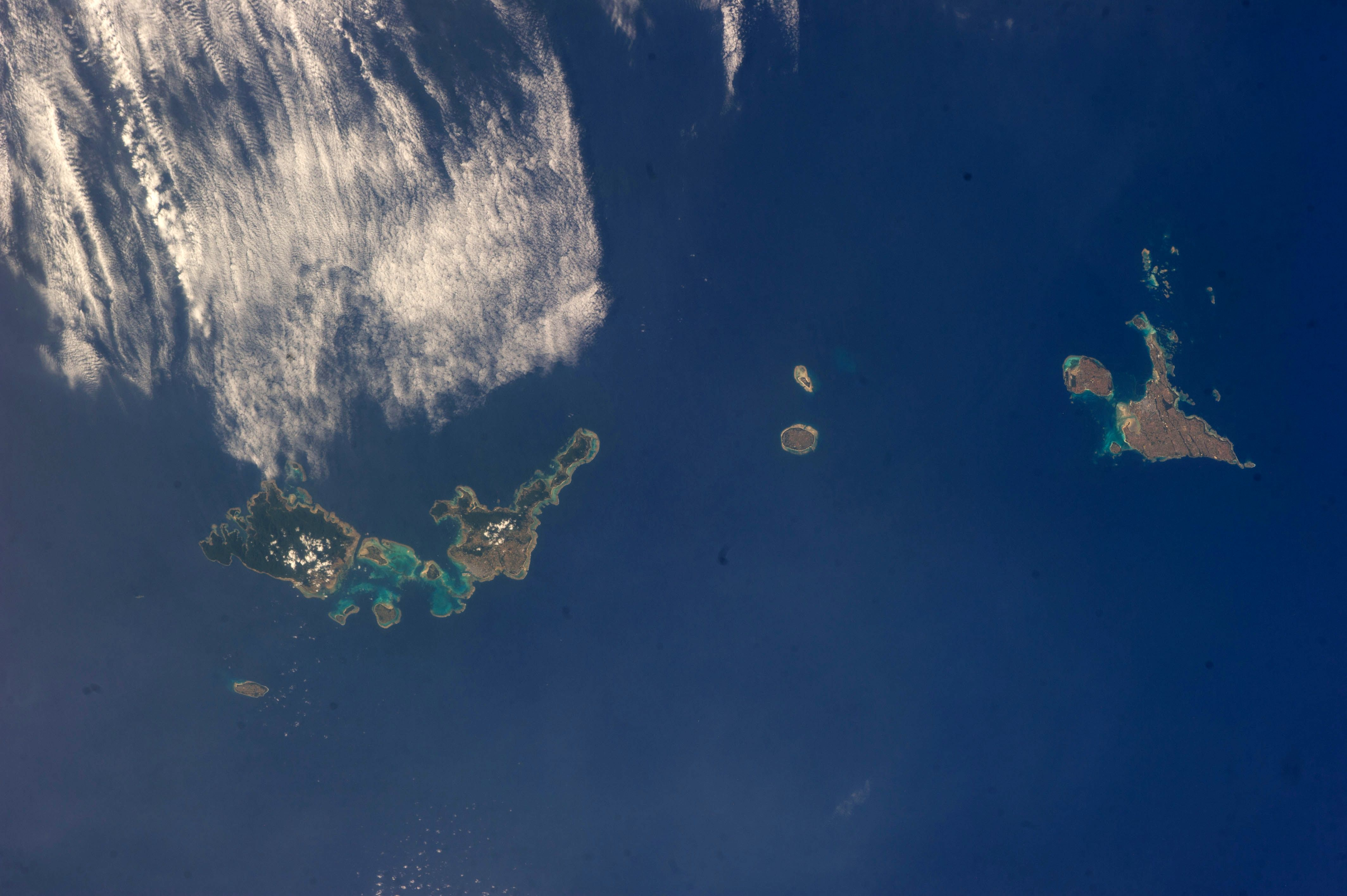

사키시마 제도(일본어: 先島諸島, さきしましょとう)는 난세이 제도의 중부, 오키나와현의 남서부, 미야코 제도, 야에야마 제도의 크고 작은 섬들을 말한다. 센카쿠 열도를 포함할 수도 있으며, 오키나와현에 속한다.

## 범위
센카쿠 열도에 대해서는 사키시마 제도에 포함되지 않은 경우가 있고, 포함하는 경우도 있다. 중국과 대만이 각각 영유권을 주장하고 있다.
| 미야코 제도                                                                           | 야에야마 제도 | 센카쿠 제도                      |
| ------------------------------------------------------------------------------------- | --- | -------------------------------- |
| - 미야코섬 - 이케마섬 - 오가미섬 - 구리마섬 - 이라부섬 - 시모지섬 - 다라마섬 - 민나섬 | - 이시가키섬 - 다케토미섬 - 고하마섬 - 구로시마섬 - 아라구스쿠섬 - 이리오모테섬 - 하토마섬 - 유부섬 - 하테루마섬 - 요나구니섬 | - 우오쓰리섬 - 구바섬 - 다이쇼섬 |

## 역사

### 근대 이전
선사 시대의 사키시마 제도에서는 조몬 문화의 영향은 거의 발견되지 않으며, 대만과 공통점이 많은 토기가 많이 발견되고 있다. 약 2500년 전부터 무토기 문화(요리뿐만 아니라 무토기 문화를 가진 폴리네시아와 같이 돌솥을 많이 사용했다고 생각되는)에 들어가지만,이 시대도 갯조개 패부 등을 볼 수 있고, 이것도 필리핀 방면과의 문화적 관계가 있을 수 있다. 약 800년 전 무렵부터 카무이야키이나 과형 토기 등 본섬 또 북방과의 관계가 나타나게 된다. 기록으로는 《속일본기》에 714년(나라 시대의 연호 7년)에 "信覚" 등의 사람들이 입조했다고 기록되어 있으며, ‘信覚’는 이시가키섬을 가리키는 것으로 알려져 있다.
14세기에서 15세기에 오키나와에 발흥한 류큐 왕국에 의한 해상 교역의 중계지로서 점차 그 영향권에 놓였다.

## 같이 보기
- 야에야마 지진